# Unguiculariopsis thallophila
Unguiculariopsis thallophila is een korstmosparasiet behorend tot de familie Cordieritidaceae. Hij leeft op witte schotelkorst (Lecanora chlarotera).

## Kenmerken
De asci zijn 8-sporig. De ascosporen zijn glad, ellipsoïde, rond bij de toppen, aseptaat, hyaliene, meestal met veel guttules, en meten (6-)7-9 x (2-)2.5-3.5 µm.

## Verspreiding
Unguiculariopsis thallophila is een Europese soort. In Nederland komt het zeer zeldzaam voor.